# Țegheș, Ilfov
Țegheș (în trecut, și Domnești-Aleși) este un sat în comuna Domnești din județul Ilfov, Muntenia, România. Se află în partea de sud-vest a județului. La recensământul din 2002 avea o populație de cu 553 de locuitori.

## Personalități
- Ion Zlotea (1898 - 1978), cobzar, Laureat al Premiului de Stat, 1952